# Devdas Gandhi

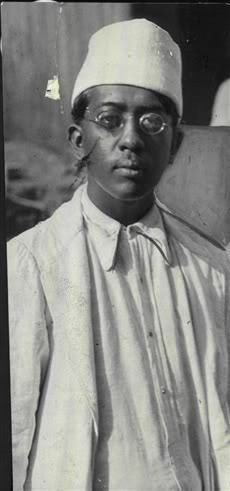
Devdas Gandhi in den 1920ern

Devdas Gandhi (Hindi देवदास गांधी, Devadās Gāndhī; * 22. Mai 1900 in Durban, Südafrika; † 3. August 1957 in Bombay, Indien) war ein indischer Journalist und Herausgeber. Er war der vierte und jüngste Sohn von Mahatma Gandhi. Er setzte sich wie sein Vater für die Unabhängigkeit Indiens ein.

## Leben
Devdas Gandhi kehrte mit seiner Familie als junger Mann aus Südafrika nach Indien, dem Geburtsland seiner Eltern, zurück. Wie zwei seiner Brüder auch, wurde Devdas Mitglied der Unabhängigkeitsbewegung seines Vaters, weswegen er von der britischen Kolonialregierung mehrmals inhaftiert wurde. Devdas Gandhi war außerdem noch ein bekannter Journalist und war Herausgeber der Hindustan Times.

## Heirat
Mit etwa 28 Jahren verliebte sich Devdas Gandhi in die damals erst fünfzehn Jahre alte Lakshmi, die Tochter von C. Rajagopalachari. Aufgrund des großen Altersunterschiedes zwischen beiden baten ihre Väter das Paar, fünf Jahre mit der Hochzeit zu warten, in denen sie sich nicht sehen sollten. Nachdem die fünf Jahre vergangen waren, heiratete das Paar 1933 mit der Erlaubnis beider Väter. Sie bekamen vier Kinder, Rajmohan Gandhi, Gopalkrishna Gandhi, Ramchandra Gandhi und Tara Bhattacharya.